# 우산과 양산

우산의 구조.

우산(雨傘)은 비, 눈이나, 우박이 내리고 있을 때에 스스로의 몸이나 소지품을 적시지 않기 위해 사용하는 물건이다. 이와 비슷한 물건으로 양산(陽傘, 문화어: 해양산)이 있는데, 강한 햇볕을 피하기 위해 사용된다. 우산과 양산이라는 날맡에서 산(傘)은 위에서 내려오는 것을 막기 위한 물건으로, 손으로 쥐고 다닐 수 있다. 두 용도를 겸한 복합제품은 우양산, 양우산으로 부른다.

## 역사

### 고대 중국
기록된 문헌에 따르면 접을 수 있는 산(傘)의 가장 오래된 기록에 따르면 서기 21년 왕망이 의식용 사륜 마차를 위해 설계한 산을 가졌다.

### 중동
니네베의 조각물에서 파라솔이 자주 등장한다.

### 고대 이집트
고대 이집트에서 다양한 모양의 파라솔이 발견된다.

### 고대 그리스
그리스에서 파라솔(skiadeion)은 기원전 4세기 말 숙녀에게 패션의 필수품이었다.

## 우산
우산은 흔히 볼 수 있으며 축과 뼈대가 금속으로 되어 있고, 방수가 되는 옷감이 펼쳐지는 것이 많다.
다음과 같은 기준에 맞추어 나뉜다.
1. 봉(tube)의 단수:  1단(장우산), 2단, 3단, 4단, 5단 등.
  - 봉이 몇번 접히는지에 따라 안접힘(1단), 한번접힘(2단), 두번접힘(3단), 등으로 나아간다.
  - 단수가 높을수록 휴대시 길이는 줄어들지만, 상대적으로 견고함이 줄어들 수 있다.
2. 자동화 유무
  1. 수동: 펼때, 접을 때 모두 살대몸통(runner)를 잡고 움직여야 한다. 부주의하면 손을 다칠 위험이 있다.
  2. 반자동: 펼때는 버튼을 누르고, 접을때는 손으로 살대몸통(runner)를 움직이는 우산. 요즘 대부분의 우산은 반자동이다.
  3. 자동: 펼때, 접을 때 모두 버튼으로 조절한다. 버튼에 위화살표(펼침), 아래화살표(접힘)이 모두 표시되어 있다.
3. 우산살(rib & stretcher) 길이와 개수
  1. 살의 길이(단위:cm)에 따른 분류
    1. 양산, 초미니 우산: 47 ~ 53
    2. 삼단 우산: 55~70
    3. 이단 우산: 58~
    4. 장우산: 60~90

  2. 살대 개수: 이론상5~24개이나 대체로 8개를 사용한다.
    - 개수가 적으면 견고함이 부족해지나 가벼워 휴대성이 좋다.
    - 개수가 많으면 무거워질 수 있고, 봉제를 철저히 하지 않으면 빗물이 스며든다.
4. 우산살대(rib & stretcher) 재질
  1. 니켈도금: 은색. 철로 만든 살대에 니켈 도금.
  2. 흑살대: 검정. 철로 만든 살대에 검정 도료
  3. 알루미늄: 은색. 철로 만든 살대보다 가벼우나 비싸다
  4. 유리섬유 강화 플라스틱(FRP, fiberglass reinforced plastics): 일명 화이바. 통살로 제작. 가볍고 견고하며 내식성 우수
  5. 탄소(carbon): 탄소섬유를 압착시켜 통살로 제작. 가볍고 탄성좋고 견고하고 내식성 우수. 최고급 우산에 사용
5. 용도
  1. 일반 : 흔히 쓰는 제품
  2. 행사용: 인쇄공정, 선물포장, 스티커부착 등의 추가공정 있다
  3. 아동용: 만화캐릭터 등을 인쇄하며, 크기는 47~53cm이 많다
  4. 패션용: 주로 여성용. 다양한 그림을 인쇄하거나 레이스를 붙여 화려하게 만든다.
  5. 골프용: 크고 가볍다. 골프를 칠때 케디가 주로 사용한다. 초대형 우산을 칭하는 일반명사화되었다. (75cm~)
  6. 파라솔: 1~5번과 다르게 주로 설치형 우산이다. 낚시할 때나, 해변에서 주로 사용한다.

살대의 길이와 실제 방수가능지름의 상관관계표는 아래와 같다. 오차는 +-3 cm 정도이다.
| 살대 길이(cm) | 우산 지름(cm) |
| ------------- | ------------- |
| 50            |               |
| 55            | 97            |
| 58            | 102           |
| 60            | 110           |
| 63            | 113           |
| 65            | 115           |
| 70            | 120           |
| 75            | 130           |
| 80            | 135           |
| 90            | 160           |

관리 요령: 일반우산 기준.
1. 손잡이가 아래로 가고, 꼭지가 위로가게 해서 세워두기. 손잡이가 위로가도록 두면, 두기는 편하나 빗물이 고여서 살대에 녹이 생긴다.
2. 사용 후, 활짝 펴서 물기를 완전히 제거한다.
3. 통풍이 되는 그늘에서 말린다. 햇빛 아래에서 말리면 직사광선 때문에 방수력이 떨어진다.
4. 70도 물에 중성세제를 섞은 뒤, 헝겊에 적셔 오염부위를 닦는다.
5. 방수 스프레이를 사용한다.
6. 우산 전용인지 양산 겸용인지 확실하게 구분해서 사용한다.

## 양산

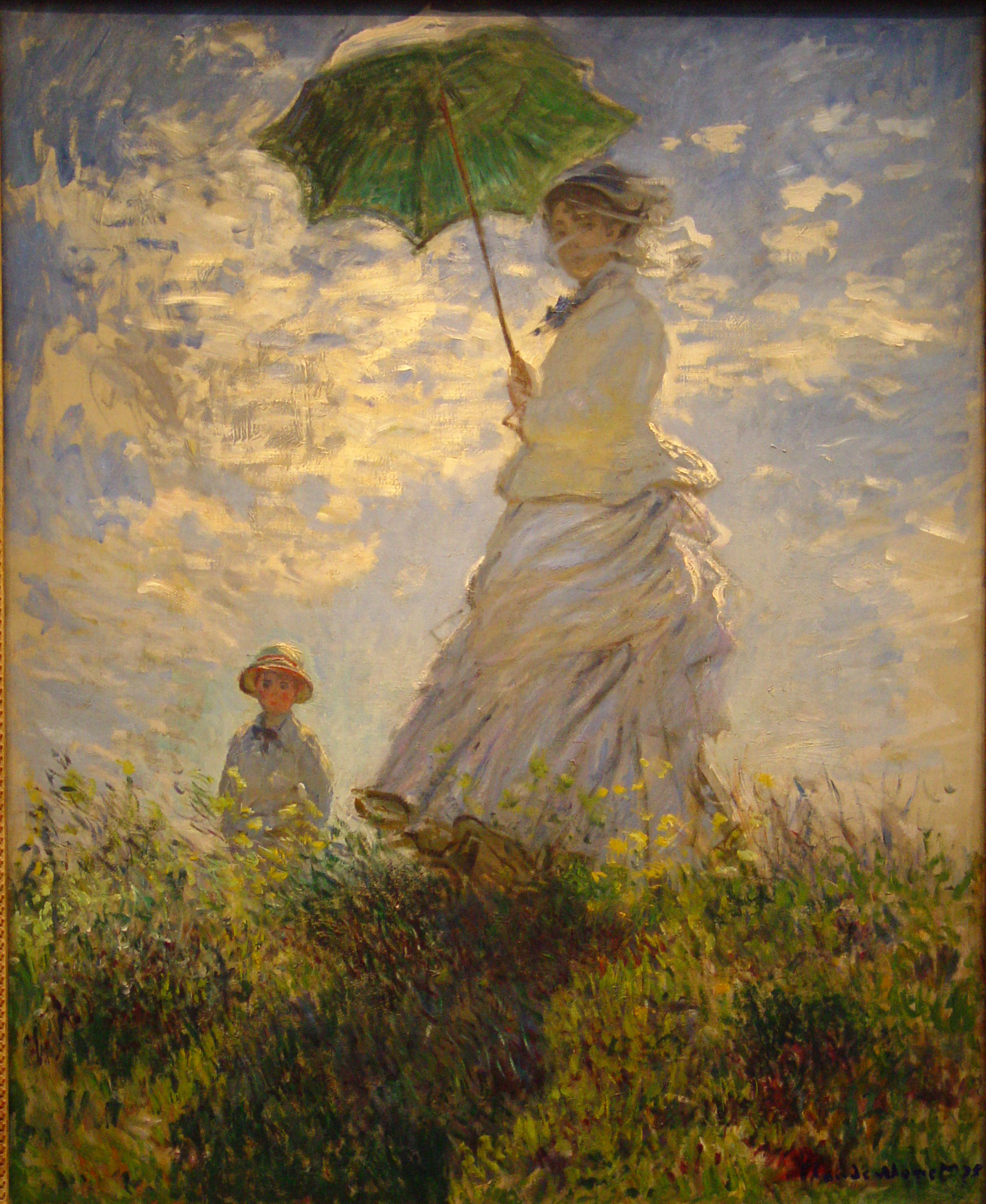
양산을 쓴 여인

양산(陽傘)은 비가 아닌 강한 햇볕을 피하기 위한 것이며 지면에 축을 찔러 이용하는 크기가 큰 물건도 있지만, 일반적으로 「양산」이라고 부르는 경우는 우산과 같이 손에 가지고 사용하는 크기가 작은 물건을 가리킨다. 야외나 바닷가에 세워 두는 큰 양산은 대개 파라솔(parasol)로 불린다.
양산은 그 용도상, 방수 기능보다 자외선 반사 기능이나 장식성이 요구되어, 우산과 비교해 보통 크기가 작지만, 커다란 돔형도 등장했다. 바닷가에서 사용되는 것은 비치 파라솔(beach umbrella)로 불린다.

## 같이 보기
- 우산 꽂이